# Ikú
Ikú es la manifestación del Panteón Yoruba representada en la religión IFA Yoruba y  Santería como la representación de la muerte, la que se aparece de improviso y viene reclamando a aquellos que han concluido su tiempo de vida.

## Dios de la muerte
Ikú perdió su condición de Orisha debido a su arrogancia perdiendo su duelo con Orunmila y pasó a dirigir a los Ajogún o guerreros del mal, conocidos como: aro, ofo, esse, fitiwó, egba, akobá, etc. De esta forma Ikú se aparece bajo la apariencia del esqueleto de un hombre o vestido de negro o pieles no duerme y su comida preferida son los humanos (se alimenta de la energía de las personas que lo ven o se encuentren cerca de él si su permiso)Tiene a tres hijos pequeños: el primero es Enfermedad (Arun) que es su hijo amado; Migraña, Malestar (Tau) es el segundo y el tercero llamado Fiebre (Avuvo) .
Ikú obedece los mandatos de Olodumare, y así después Olodumare decide el destino de estos, si irán al Ará Orún, o deberán volver al Aiyé para terminar su misión. Se cuenta, que cuando Iku viene a buscar a alguien, camina fuera de la casa en busca de un pequeño orificio o abertura por la que se puede penetrar.
Ikú no recibe ofrendas ni se le inmola.

## Pacto de Orumila con Ikú
La única deidad que pactó con Ikú fue Orunmila, haciendo que esta respetara a sus hijos a través del Collar de Orula e Ildé y  le dijo, "de hoy en adelante le pondré una marca con mis colores, verde y amarillo, a todos mis hijos en la mano izquierda; con esta marca tú respetarás sus vidas hasta que les haya llegado la hora de abandonar la tierra..."
Pacto que se respeta hasta el día de hoy.